# 아름동
아름동(Areum-dong)은 세종특별자치시에 설치된 행정동이자 법정동이다. 행정동 아름동은 고운동·아름동 등 총 2개의 법정동을 관할한다. 또한, 법정동 아름동은 행정중심복합도시 1-2 생활권에 속한다. 세종국제고등학교, 세종과학예술영재학교 등이 이 곳에 위치하고 있다. 마을명은 범지기마을이다. 마을 서쪽에 제천이 금강을 향해 흐른다.

## 연혁
- 2012년 7월 1일: 세종특별자치시 출범 및 아름동 신설, 한솔동에 속함.
- 2014년 2월 10일: 한솔동의 5개 동을 도담동으로 분동, 도담동에 속함.[1]
- 2015년 1월 26일: 도담동의 3개 동을 아름동으로 분동.[2], 아름동 주민센터 개소.[3]
- 2015년 12월 28일: 책임동 시행으로 행정동 아름동, 도담동을 관할하는 1생활권 통합 행정복지센터가 개소[4]
- 2016년 4월 18일: 아름동의 법정동 종촌동을 분동.[5]
- 2017년 2월 20일: 아름동의 법정동 고운동을 분동.[6]

## 지명 유래
- 주거민들이 풍족한 삶을 살기를 바라는 의미에서 '둘레가 한 아름 넘친다'는 뜻의 '아름'이 지명이 되었다. 2012년 6월 30일까지 충청남도 연기군 남면 고정리와 갈운리 일부였다.
- 이 지역 고유어 전래명칭 ‘범지기마을(천), 가운데말, 긴골, 늪말, 평들, 오가낭골, 통뫼, 해지개’ 중에서 조음의 효율성을 고려하여 ‘범지기마을’을 활용함.
- 범지기[마을]: 고정리에 위치한 마을이며, 마을이 범이 누워있는 모습을 닮아 ‘범지기’라 부름.

## 관할 법정동
| 법정동  | 행정통     | 생활권     | 옛 행정 구역                     | 비고                                                    |
| ------- | ---------- | ---------- | -------------------------------- | ------------------------------------------------------- |
| 아름동  | 아름1~16통 | 1-2 생활권 | 연기군 남면 고정리·갈운리·종촌리 | 아름동 주민센터, 축산물품질평가원, 가축위생방역지원본부 |
| 1법정동 | 16통       |            |                                  |                                                         |

## 교육
- 나래초등학교
- 아름초등학교
- 아름중학교
- 아름고등학교
- 세종국제고등학교
- 세종과학예술영재학교

## 기관
- 아름동 복합커뮤니티센터
  - 1생활권 통합 행정복지센터
  - 아름동 스포츠센터
  - 아름동 도서관
  - 세종아름동우체국
  - 세종경찰서 아름파출소
  - 세종소방본부 아름119안전센터
  - 세종납세지원센터
- 선박안전기술공단 본부사옥
- 축산물품질평가원

## 문화
- 두루뜰 근린공원
- 세종 어서각
- 오가낭뜰 근린공원
  - 구 연기군 남면 갈운리의 서쪽 끝자락의 옛 지명 오가낭골에서 유래
- 어린이 공원
  - 1-12호 어린이공원
  - 1-13호 어린이공원
  - 1-19호 어린이공원

## 주거
| 단지명                                   | 건설사   | 시행사             | 주소        | 입주        | 비고     |
| ---------------------------------------- | -------- | ------------------ | ----------- | ----------- | -------- |
| 범지기마을 3단지 중흥S-클래스 에듀하이   | 중흥건설 | ㈜중흥에스클래스   | 달빛1로 206 | 2015년 12월 |          |
| 범지기마을 12단지 중흥S-클래스 에코타운  | 중흥건설 | ㈜신세종           | 달빛로 80   | 2015년 2월  |          |
| 범지기마을 7단지 호반베르디움 에코시티   | 호반건설 | ㈜티에스건설       | 달빛1로 158 | 2014년 11월 |          |
| 범지기마을 1단지 한양수자인 에듀센텀     | ㈜한양   | ㈜보성             | 절재로 13   | 2015년 10월 |          |
| 범지기마을 4단지 한양수자인 에듀시티     | ㈜한양   | ㈜한양             | 달빛로 109  | 2014년 7월  |          |
| 범지기마을 9단지 한신휴플러스 엘리트파크 | 한신공영 |                    | 달빛1로 206 | 2015년 3월  |          |
| 범지기마을 5단지 상록 어울림             | 금호산업 | 공무원연금관리공단 |             | 2014년 7월  | 공공임대 |
| 범지기마을 6단지 상록 어울림             | 금호산업 | 공무원연금관리공단 |             |             | 공공임대 |